# Ковельський Парк
Ковельський Парк — залізничний зупинний пункт Коростенської дирекції Південно-Західної залізниці.
Розташований у межах Коростенського залізничного вузла у місті Коростень (місцевість Фрунзе) Коростенського району Житомирської області на лінії Овруч — Коростень між станціями Коростень-Подільський (3 км) та Коростень (1 км). Біля Ковельського Парку розташована будівля Пункту технічного обслуговування локомотивів (ПТОЛ).
Станом на лютий 2020 року щодня шість пар електропотягів прямують за напрямком Коростень/Коростень-Подільський — Бережесть/Виступовичі.